# Tobias Thulin
Tobias Thulin (Gotemburgo, 5 de julio de 1995) es un jugador de balonmano sueco que juega de portero en el SC Pick Szeged. Es internacional con la selección de balonmano de Suecia.

## Palmarés

### Selección nacional
| Campeonato Europeo | Campeonato Europeo   | Campeonato Europeo | Campeonato Europeo |
| Año                | Lugar                | Medalla            |                    |
| ------------------ | -------------------- | ------------------ | ------------------ |
| 2022               | Hungría y Eslovaquia | Medalla de oro     |                    |
| 2024               | Alemania             | Medalla de bronce  |                    |

### SC Magdeburg
- Liga Europea de la EHF (1): 2021

### GOG Gudme
- Liga danesa de balonmano (1): 2023
- Copa de Dinamarca de balonmano (2): 2022, 2023

## Clubes
| Club               | País      | Año       |
| ------------------ | --------- | --------- |
| Redbergslids IK    | Suecia    | 2012-2019 |
| SC Magdeburg       | Alemania  | 2019-2021 |
| TVB 1898 Stuttgart | Alemania  | 2021-2022 |
| GOG Gudme          | Dinamarca | 2022-2024 |
| SC Pick Szeged     | Hungría   | 2024-Act. |